# 옥포초등학교 (경남)
옥포초등학교는 대한민국 경상남도 거제시에 있는 공립 초등학교이다.

## 학교 연혁
- 1934.05.16 이운공립보통학교 옥포분교장 개교(설립인가 3월 31일)
- 1938.05.12 옥포공립심상소학교 개칭
- 1941.04.01 옥포공립국민학교로 개칭
- 1994.02.03 서편 1층(교실 5, 화장실) 증축
- 1995.05.23 신관 5개 교실 증축(화장실 1실) 2층
- 1996.03.01 옥포초등학교로 개칭
- 1998.03.05 병설유치원개원(남18,여17), 유아원개원(남4,여4)
- 2007.11.30 구강보건실 설치
- 2009.03.17 옥포영어체험센터 및 도서관 개관
- 2012.04.24 다목적 체육강당 준공
- 2016.09.01 민수현 교장 부임 (제 34대)
- 2017.02.09 제80회 졸업(90명, 총 9,207명)
- 2018.02.09 제81회 졸업(88명, 총 9,295명)
- 2018.09.01 박종찬 교장 부임 (제 35대)

## 참고 자료
- 옥포초등학교 - 한국교육학술정보원 학교알리미